# Edlef Köppen
Edlef Köppen (Genthin, 1º marzo 1893 – Gießen, 21 febbraio 1939) è stato un militare, scrittore e editore tedesco.

## Biografia

### Gli studi
Figlio di un medico condotto, nel 1913 iniziò gli studi di germanistica a Kiel, per poi iscriversi l'anno successivo alla Facoltà di Lettere e Filosofia dell'Università di Monaco di Baviera. Fra i suoi professori, importante fu soprattutto l'influenza di Arthur Kutscher, che all'epoca organizzava incontri letterari cui presero parte, fra gli altri, Max Halbe e Frank Wedekind.

### Gli anni della guerra
Nell'estate del 1914, allo scoppio della prima guerra mondiale, Köppen partì come volontario: fu uno dei pochi scrittori a vivere il conflitto dall'inizio alla fine. Venne dislocato come artigliere sul fronte occidentale, nei pressi di Arras. Prese parte alla battaglia della Somme (1916), durante la quale rimase gravemente ferito: i postumi di quella ferita al petto l'avrebbero portato alla morte prematura più di venti anni dopo, nel 1939.
In seguito il suo reggimento venne trasferito in Russia, ma, dopo la firma del trattato di Brest-Litovsk, nel 1918 Köppen fece di nuovo ritorno a ovest. Nel frattempo era stato promosso sottotenente, ma un crescente disgusto verso la guerra e le sue stragi lo condusse a un'aperta insubordinazione, e rifiutò di eseguire gli ordini: dichiarato pazzo, venne rinchiuso per qualche tempo in un ospedale psichiatrico militare, ma la situazione caotica in cui cadde di lì a poco la Germania dopo la cessazione delle ostilità fece sì che non dovette affrontare la corte marziale, anzi venne persino decorato con la Croce di Ferro di prima classe.

### Il lavoro in radio
Finita la guerra, riprese gli studi, senza però riuscire a completarli, anche a causa di una salute ormai compromessa. Nel 1920 iniziò a lavorare come redattore presso la casa editrice Kiepenheuer di Potsdam, che poteva vantare la collaborazione, fra gli altri, di Ernst Toller, Upton Sinclair, Joseph Roth, Gottfried Benn, Heinrich Mann, Arnold Zweig, André Gide, Emil Ludwig e Bertolt Brecht. Köppen si occupò principalmente della pubblicazione della rivista culturale Die Dichtung. Nel frattempo, nel 1921 aveva sposato Hedwig Witt, che aveva conosciuto nel 1917 durante una licenza in patria, dalla quale avrà un unico figlio, Gabriele, nato nel 1924.
Vari problemi di salute costrinsero però Köppen a lasciare il lavoro presso la Kiepenheuer e, dopo uno sfortunato tentativo di fondare una propria casa editrice indipendente, lo Hadern-Verlag, che dovette chiudere dopo un anno, nel 1925 venne finalmente chiamato a far parte del consiglio letterario della Funkstunde a Berlino, una delle prime stazioni radio tedesche. Nel 1929 ne divenne direttore della sezione letteraria, e sotto la sua guida nacquero innovativi programmi, che si avvalevano della collaborazione di importanti personalità della letteratura come Alfred Döblin e Karl Kraus, ma che davano la possibilità anche ad autori meno noti o sconosciuti di far conoscere le proprie opere a un vasto pubblico.

### Heeresbericht(1930)
Nel 1930 Köppen pubblicò la sua opera più importante, Heeresbericht, un resoconto romanzato della sua esperienza bellica, in cui il protagonista era il suo alter ego Adolf Reisiger: secondo una tecnica molto innovativa di montaggio e i dettami della Nuova oggettività, accanto ai brani letterari, che Köppen rielaborava dal suo diario personale tenuto al fronte, comparivano anche bollettini ufficiali, estratti di discorsi dell'imperatore Guglielmo II o di politici, ordini riservati, articoli di giornale dell'epoca. Il romanzo non ebbe l'attenzione che meritava e finì per essere oscurato, nel contesto dell'abbondante produzione letteraria sull'argomento della guerra che caratterizzava quegli anni, dall'enorme successo del contemporaneo Niente di nuovo sul fronte occidentale, di Erich Maria Remarque. Ottenne comunque gli apprezzamenti di alcuni lettori di eccezione, come Ernst Toller e Kurt Tucholsky.

### Durante il regime nazista
Politicamente schierato sulle posizioni della sinistra liberale e pacifista (nel 1931 aveva scritto un dramma radiofonico di stampo intitolato Wir standen vor Verdun, "Noi eravamo davanti a Verdun"), Köppen venne allontanato dalla sua posizione nel 1933 all'avvento del nazismo, ed Heeresbericht venne proibito e sequestrato. Il suo ricorso presso il Ministero per la propaganda, sotto la cui autorità ricadeva ormai il settore della radio, venne naturalmente respinto. L'unica opera che da quel momento poté pubblicare a suo nome fu una raccolta di racconti umoristici intitolata Vier Mauer und ein Dach, nel 1934, mentre firmava articoli di critica letteraria con lo pseudonimo di Joachim Felde (anagramma del suo nome di battesimo, Edlef).
In seguito venne assunto dalla casa cinematografica Tobis Europa Film come caposceneggiatore, ma rifiutò sempre di collaborare a film apertamente propagandistici o antisemiti, e non si iscrisse mai al partito nazista.
Morì nel 1939 per una tubercolosi polmonare, a soli quarantasei anni. Anche dopo il 1945 non si verificò una riscoperta della sua opera, che iniziò in modo efficace solo negli anni novanta.

## Opere
- Die Historie von ein trokken Schiffahrt, Potsdam, 1924;
- Der Bericht, Amburgo, 1925;
- Willkommen und Abschied, 1925;
- Heeresbericht, 1930 (trad. it. Bollettino di guerra, Mondadori, 2008);
- Andreas der Stumme, 1933;
- Vier Mauern und ein Dach, 1934.